# Ligne de Culmont - Chalindrey à Toul
La ligne de Culmont - Chalindrey à Toul (ancienne ligne 15 dans la numérotation de la région Est de la SNCF) est une ligne ferroviaire française à écartement standard, électrifiée et à double voie. Faisant partie de l'artère Luxembourg – Dijon, elle relie Culmont - Chalindrey à Toul, permettant aux trains venant de Dijon de relier ces deux gares entre elles en passant par Neufchâteau. Elle est entièrement située en région Grand Est.
Elle constitue la ligne no 032 000 du réseau ferré national.

## Histoire

### De Toul à Barisey-la-Côte
La première section de cette ligne à être concédée est celle de Toul à Barisey-la-Côte, partie d'un itinéraire de Toul à Colombey-les-Belles, par une convention signée, le 7 décembre 1872, entre le département de Meurthe-et-Moselle et M. Parent-Pécher, banquier à Tournai en Belgique, lequel se voit également concédée la ligne d'intérêt local de Lunéville à Gerbéviller (future ligne de Mont-sur-Meurthe à Bruyères). La convention est approuvée par un décret le 8 août 1873 qui déclare la ligne d'utilité publique, à titre d'intérêt local.
Pour ces deux lignes, M. Parent-Pécher n'est pas en mesure de commencer les travaux dans le délai imparti par l'administration. Après la mort de son fondateur, l'entreprise créée par M. Parent-Pécher pour la concession de ces lignes se voit déchue de ses droits en 1880. La ligne de Toul à Colombey-les-Belles, prolongée jusqu'à Favières, est classée ligne d'intérêt général par une loi le 13 janvier 1881. Cette même loi autorise l'État à construire la ligne. Il en confie l'exploitation à la compagnie des chemins de fer de l'Est.
La ligne de Toul à Favières ouvre ainsi le 30 décembre 1881.

### De Culmont-Chalindrey à Merrey (et à Neufchâteau)
La section entre Chalindrey et Neufchâteau, alors considérée comme une partie d'une ligne de Chalindrey à Mirecourt et un embranchement de Merrey à Neufchâteau, est déclarée d'utilité publique par une loi le 15 juin 1878. Une loi du 31 juillet 1879 autorise le ministère des Travaux Publics à entamer les travaux de construction de cette section.
Par une convention signée le 21 septembre 1881 entre le ministre des Travaux publics et la Compagnie des chemins de fer de l'Est, l'État confie provisoirement l'exploitation de la ligne « de Mirecourt à Chalindrey » à la compagnie. Cette convention est approuvée par un décret le 3 octobre suivant.
La ligne ouvre le 1er mars 1881 entre Culmont-Chalindrey, Merrey et Hymont-Mattaincourt (Mirecourt), et le 11 février 1884 entre Merrey et Neufchâteau (cf. ci-dessous).

### De Merrey à Neufchâteau et à Barisey-la-Côte
Les sections de « Merrey à Neufchâteau » et de « Neufchâteau à Barisey-la-Côte » sont concédées à titre définitif par l'État à la Compagnie des chemins de fer de l'Est par une convention signée entre le ministre des Travaux publics et la compagnie le 11 juin 1883. Cette convention est approuvée par une loi le 20 novembre suivant. Par cette même convention, l'État cède à la compagnie les sections de « Toul à Colombey et à Favières » — dont la section entre Toul et Barisey-la-Côte appartient à la ligne de Culmont-Chalindrey à Toul — et de « Chalindrey à Mirecourt » — dont la partie entre Chalindrey et Merrey fait partie de la ligne.
La ligne ouvre le 11 février 1884 entre Merrey et Neufchâteau, et le 1er juin 1889 entre Neufchâteau et Barisey-la-Côte.
Le 25 janvier 2008, un train de fret percute une voiture au nord de Neufchâteau, faisant 4 morts dont 3 gendarmes et le conducteur de la voiture. C'est après une course-poursuite avec les gendarmes que cette voiture s'est immobilisée sur la voie ferrée.

### Électrification
La ligne est électrifiée en 25 000 V – 50 Hz le 8 septembre 1960 de Toul à Neufchâteau, et le 30 juin 1964 de Neufchâteau à Culmont-Chalindrey.

## Infrastructure

### Tracé et profil
La ligne quitte la radiale de Paris à Mulhouse à Chaudenay. Après avoir traversé les hautes collines du Bassigny, elle s'écarte à Merrey de la ligne venant de Nancy via Mirecourt puis suit jusqu'à Neufchâteau le cours de la Meuse ; elle continue plein nord vers Toul, où elle est rejointe par l'artère principale de Paris à Strasbourg le long du cours de la Moselle.

### Vitesses limites
Les vitesses limites de la ligne pour les automoteurs en sens impair sont indiquées dans le tableau ci-dessous. Toutefois, certaines trains (trains de marchandises, rames remorquées) peuvent être limités à des vitesses inférieures. 
Certains points spécifiques, gares, courbes peuvent être soumises à des limitations de vitesses locales plus faible.
| De (PK)               | À (PK)                | Limite (km/h) |
| --------------------- | --------------------- | ------------- |
| Chaudenay             | Andilly(PK 11,1)      | 110           |
| Andilly(PK 11,1)      | PK 18,6               | 120           |
| PK 18,6               | PK 29,1               | 110           |
| PK 29,1               | PK 36,8               | 120           |
| PK 36,8               | Neufchâteau (PK 70,9) | 110           |
| Neufchâteau (PK 70,9) | PK 96,2               | 150           |
| PK 96,2               | PK 103.3              | 120           |
| PK 103,3              | PK 110                | 130           |
| PK 110                | Toul                  | 110           |

## Trafic
Si le trafic fret est très important grâce à l'importance industrielle de la Lorraine, la desserte voyageurs apparaît un petit peu en retrait, avec seulement 3 000 voyageurs quotidiens entre Toul et Culmont en 1993. Dans les années 2020, il s'agit d'un Intercités (reliant Nancy à Lyon via Dijon) et de quelques TER (entre Nancy et Neufchâteau ou Dijon), la desserte TGV ayant été supprimée en décembre 2018.
La ligne fait partie du Corridor européen C (Anvers - Bâle / Lyon) et devrait être équipée de l'ETCS niveau 1 à l'horizon 2018.[Passage à actualiser]